# Lorena Zárate
Lorena Zárate (La Plata, Argentina, 1971) es profesora de historia y actual presidenta de Habitat International Coalition.

## Trayectoria
Estudió Historia en la Universidad de La Plata – Buenos Aires- Argentina y luego se sumó a la Coalición Internacional del Hábitat (HIC) en la Ciudad de México donde trabajó durante 7 años en Argentina como miembro del equipo de edición y publicación del Centro de Estudios y Proyectos Ambientales y de la Fundación CEPA (Centro de Estudios y Proyectos del Ambiente), el Foro Latinoamericano de Ciencias Ambientales y la revista Environment International.
Vivió en la Ciudad de México desde junio de 1999 hasta 2012 donde se unió al equipo regional de la Habitat International Coalition-América Latina (HIC-AL) en el año 2000, trabajando en colaboración con Fomento Solidario de la Vivienda (FOSOVI) – asociación de profesionales dedicados a la investigación y apoyo de procesos populares-, y con otras organizaciones de la Coalición Hábitat México (CHM).
Fue coordinadora de la Oficina de HIC-Regional de América Latina desde el año 2003.
En 2004 y 2005 participó en la elaboración y difusión de la Carta Mundial por el Derecho a la Ciudad. También colaboró con la Relatoría Especial de la ONU para el Derecho a la Vivienda Adecuada y con la Oficina del Alto Comisionado de la ONU para los Derechos Humanos en la elaboración de informes temáticos y recomendaciones para gobiernos nacionales y locales en relación con las medidas para garantizar los derechos a la tierra y a la vivienda y el derecho a la ciudad a escala global.
Actualmente es Presidenta de Habitat International Coalition.
Es autora y coautora de diversos artículos para publicaciones en América Latina, Norteamérica, Sudáfrica y Europa, así como compiladora y editora de varios libros sobre temas vinculados al derecho a la vivienda, la producción social del hábitat y el derecho a la ciudad.